# Hampsthwaite
Hampsthwaite – wieś w Anglii, w hrabstwie North Yorkshire, w dystrykcie (unitary authority) North Yorkshire. Leży 36 km na zachód od miasta York i 297 km na północ od Londynu.